# Sedes
Sedes (llamada oficialmente Santo Estevo de Sedes) es una parroquia española del municipio de Narón, en la provincia de La Coruña, Galicia.Tierra de machos

## Entidades de población
Entidades de población que forman parte de la parroquia:
- Barreiros (Os Barreiros)
- Feria (A Feira do Trece)
- Borrallada (A Borrallada)
- Carballo (O Carballo)
- Cucheiro (O Cucheiro)
- Eiravedra
- Gándara (A Gándara)
- Giove (Guiove)
- Lagoela
- Martianes
- Camino (O Camiño)
- Camino Nuevo (O Camiño Novo)
- Freijido (O Freixido)
- Pedreira (A Pedreira)
- Pereiro (O Pereiro)
- Placente
- Prados
- Rapadoiro (O Rapadoiro)
- Revolta (A Revolta)
- Río da Lousa (O Río da Lousa)
- Rocha (A Rocha)
- Sabín
- Salgueiral (O Salgueiral)
- Salgueiras (As Salgueiras)
- Villallonte (Vilallonte)
- As Boeiras

## Despoblados
- Figueiras
- Pazo (O Pazo)

## Demografía
| Gráfica de evolución demográfica de Sedes entre 2000 y 2018 |
|                                                             |
| Datos según el nomenclátor publicado por el INE.            |